# Nikolaikapelle (Soest)

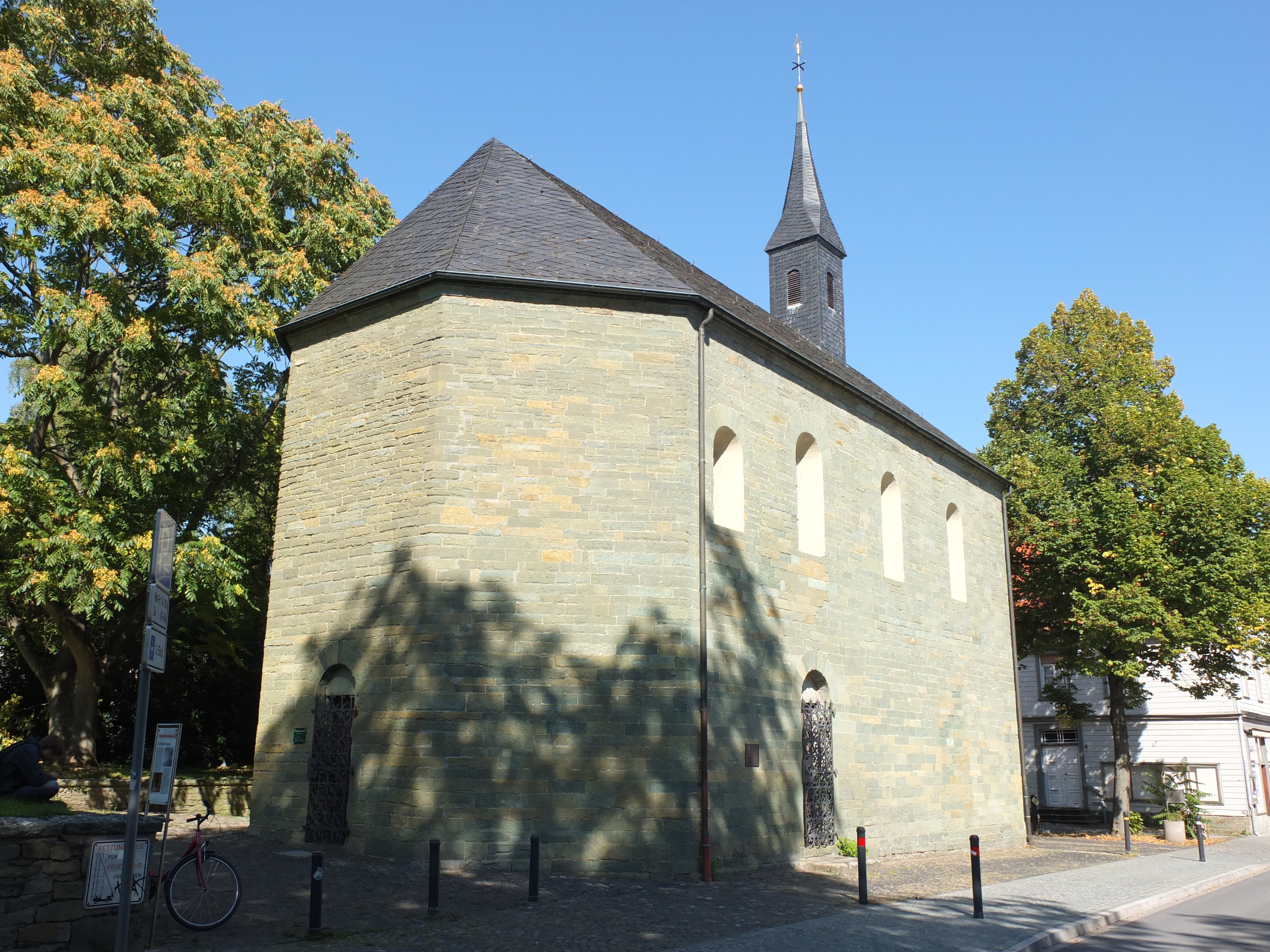
Außenansicht der Nikolaikapelle

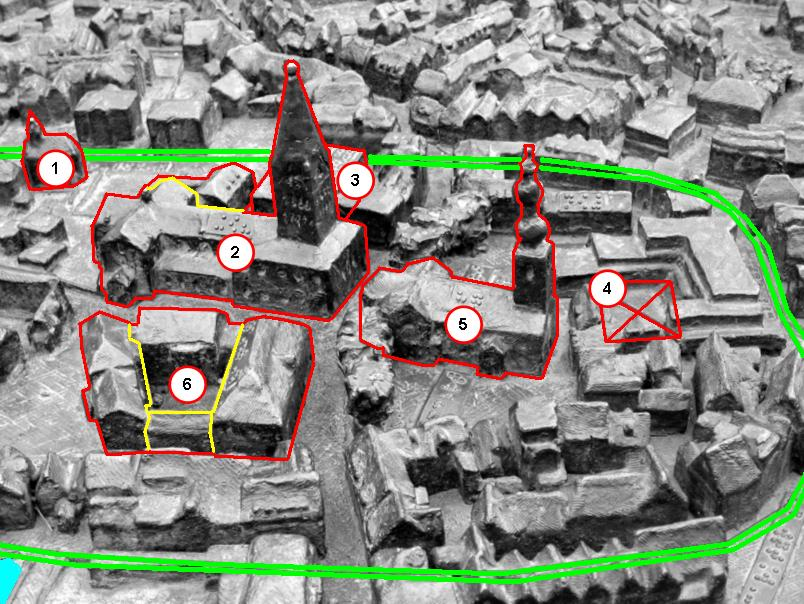
Der ottonische Kern der Altstadt (grün umrandet): 1) Nikolaikapelle, 2) St.-Patrokli-Dom, 3) Morgner-Haus, 4) Standort der Alten Pfalz, 5) St. Petri-Kirche, 6) Rathaus mit vier Gebäudeteilen aus verschiedenen Jahrhunderten; unten links ein Zipfel des Großen Teichs

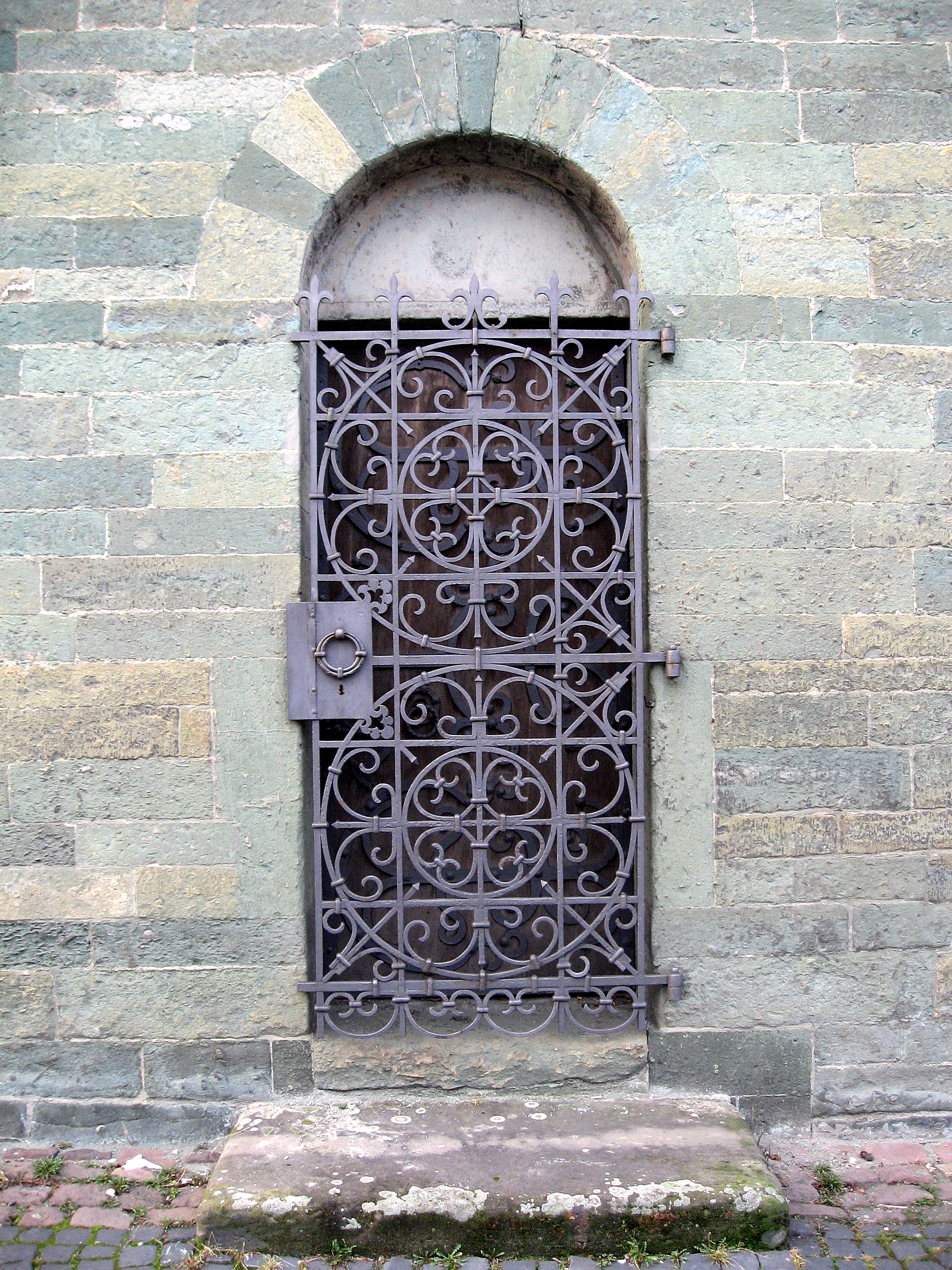
Türgitter

Die Nikolaikapelle in Soest in unmittelbarer Nähe des Patroklidomes hat aufgrund ihrer besonderen Bauform einen kunst- und baugeschichtlich hervorragenden Platz unter den Kapellenbauten Westfalens. Sie wurde um 1200 im Immunitätsbereich des St.-Patrokli-Stiftes errichtet, nach neuerem Forschungsstand aber wohl nicht von Soester Kaufleuten (den so genannten „Schleswig-Fahrern“), wie vielfach aufgrund des Nikolaus-Patroziniums und der Bauform bisher angenommen wurde.
Am 24. November 1852 gründete Adolph Kolping in der Kapelle den Gesellenverein zu Soest.

## Kunst- und architekturhistorische Besonderheit
Die Kapelle ist eine zweischiffige romanische Hallenkirche, die im Osten in einer Rundapsis, im Westen mit einer polygonal geschlossenen Westempore endet. Die Empore war ursprünglich von einem benachbarten Bauwerk aus zugänglich, was auf eine Einbindung in einen größeren Bautenkomplex schließen lässt. In den Innenraum sind schlanke monolithe Säulen mit Würfelkapitellen eingestellt, die das einheitliche Kreuzgratgewölbe tragen. Der Kapellenraum wirkt daher weniger wie aus zwei selbständigen Schiffen zusammengesetzt, sondern wie ein einheitlicher Saalraum, dem Säulen eingestellt sind, darin in der räumlichen Wirkung der (dreischiffigen) Paderborner Bartholomäuskapelle verwandt. 
In der älteren Forschung findet sich immer wieder der Vergleich des Innenraums mit einer Hanse-Kogge, indem „das freie Aufatmen im gelösten Raum“ und „das Gefühl, in einem auf See fahrenden Schiff zu sein,“ hervorgehoben wurden, wobei die beiden Säulen „wie zwei Masten eines Schiffes“ wirkten, die „mit der gleichen Leichtigkeit, wie die Masten eines Schiffs den hohen Meerhimmel über sich zu halten scheinen, die Gewölbe tragen.“ In Entsprechung wurde die Kapelle der Soester Bruderschaft der Schleswig-Fahrer zugeordnet und mit zweischiffigen Hallenkirchen auf Gotland in Verbindung gebracht. Diese Deutung erwies sich letztlich als eine romantische Idee des 19. Jahrhunderts, die keinesfalls auf einer „alten mündlichen Überlieferung“ beruhte. Die Geschichtswissenschaft sieht den Bau heute vielmehr im Zusammenhang mit der benachbarten Stiftskirche (Patrokli-Dom): Wahrscheinlich haben die Stiftsherren hier Messen für ihre verstorbenen geistlichen Brüder gelesen, womit die Nikolaikapelle als Memorial-Kapelle anzusprechen ist. Eine theologische Deutung identifiziert die beiden Säulen des Kapellenraums mit den beiden Säulen am Tor des Salomonischen Tempels von Jerusalem, Jachin und Boas, die häufig im mittelalterlichen Synagogenbau, etwa der zeitgleich mit der Nikolaikapelle 1174/75 errichteten Wormser Synagoge, als Architektursymbol eingesetzt wurden.
Zur ursprünglichen Ausmalung der Nikolaikapelle gehört ein struktives System aus Bändern und Quadraten auf der Gewölbefläche und von aufgemalten Säulenarkaden an den Fenstern. Erst ein halbes Jahrhundert nach der baulichen Fertigstellung der Kapelle wurde zwischen 1230 und 1250 unter kölnischem Einfluss die Ausmalung des Chores im sogenannten Zackenstil mit Majestas Domini und einem Apostelzyklus vorgenommen. Die Kapelle beherbergt ferner die Altartafel aus der Schule des Malers Conrad von Soest, das als ein Frühwerk aus der Zeit um 1400 gilt. Dargestellt sind der hl. Nikolaus und die Kölner Jungfrauenlegende der heiligen Ursula.

## Architekturzeichnungen

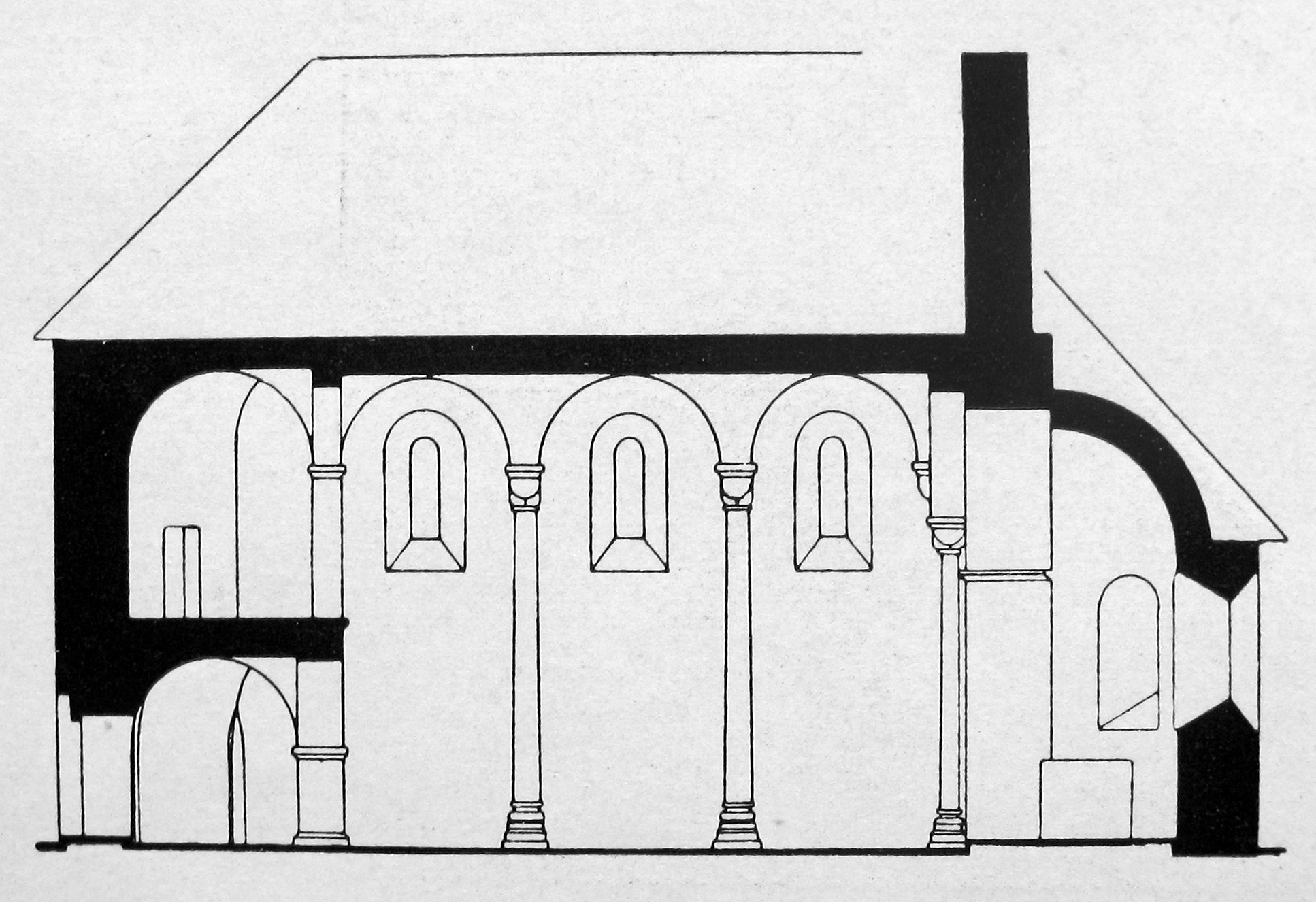
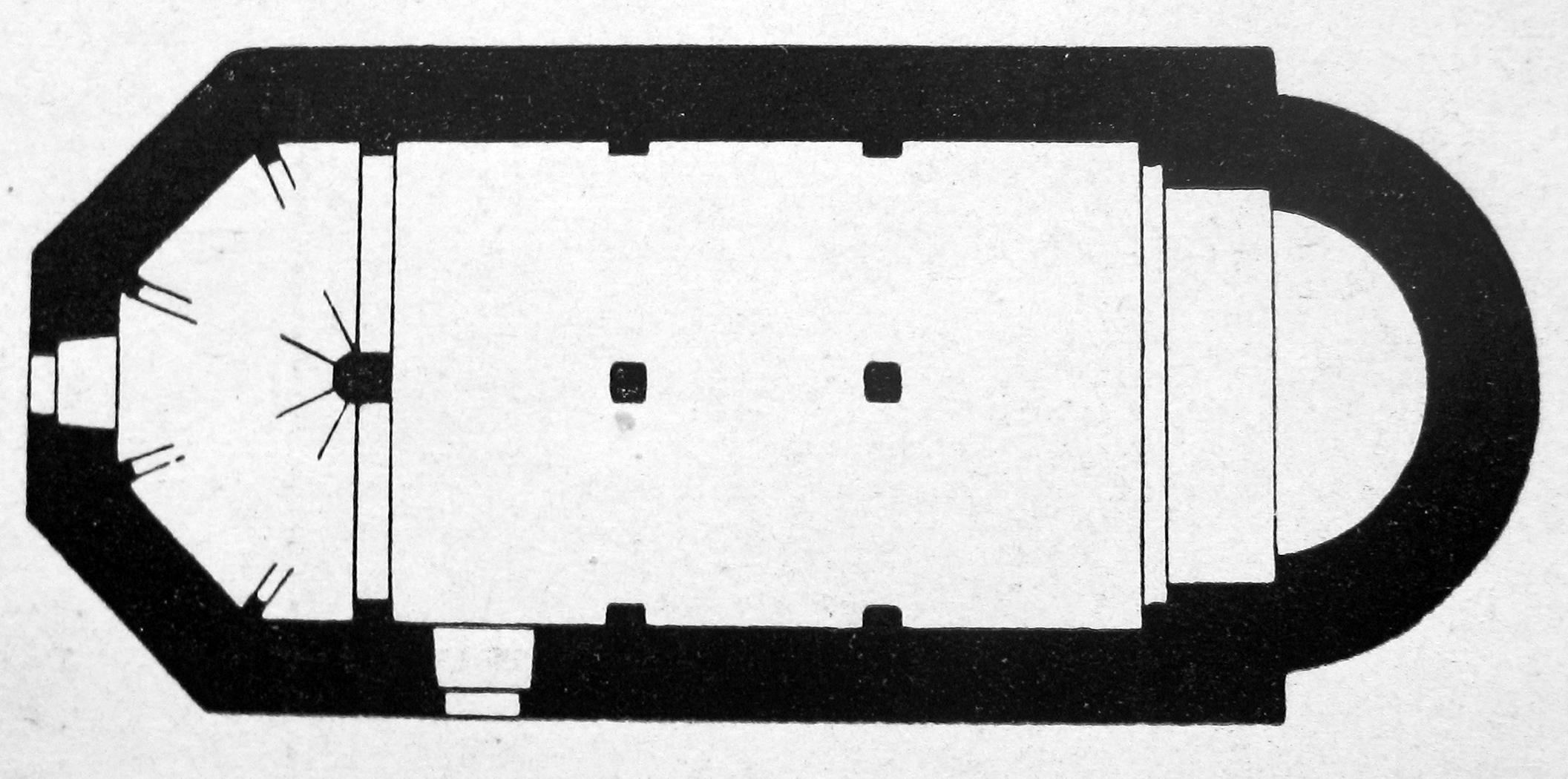
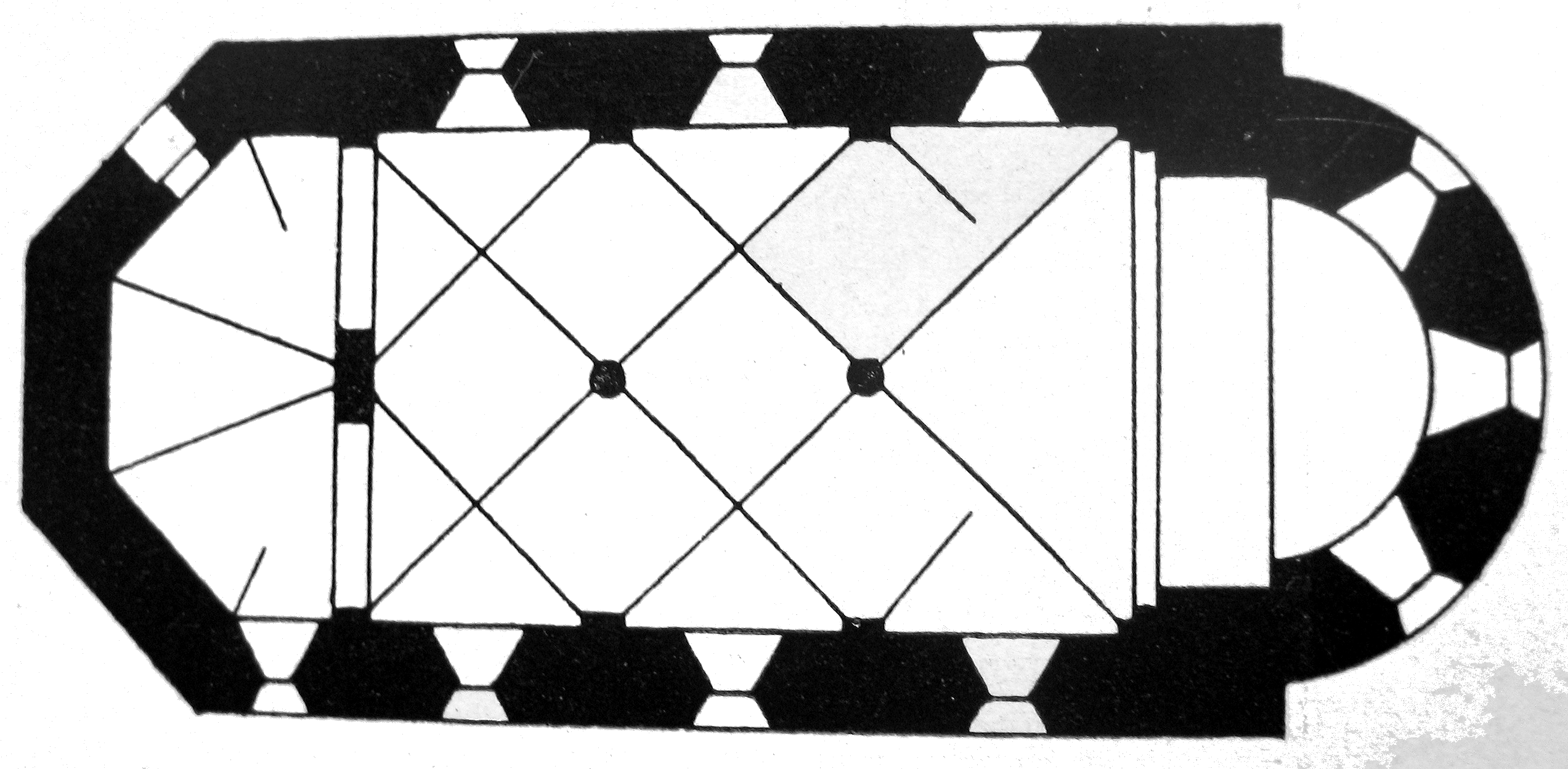
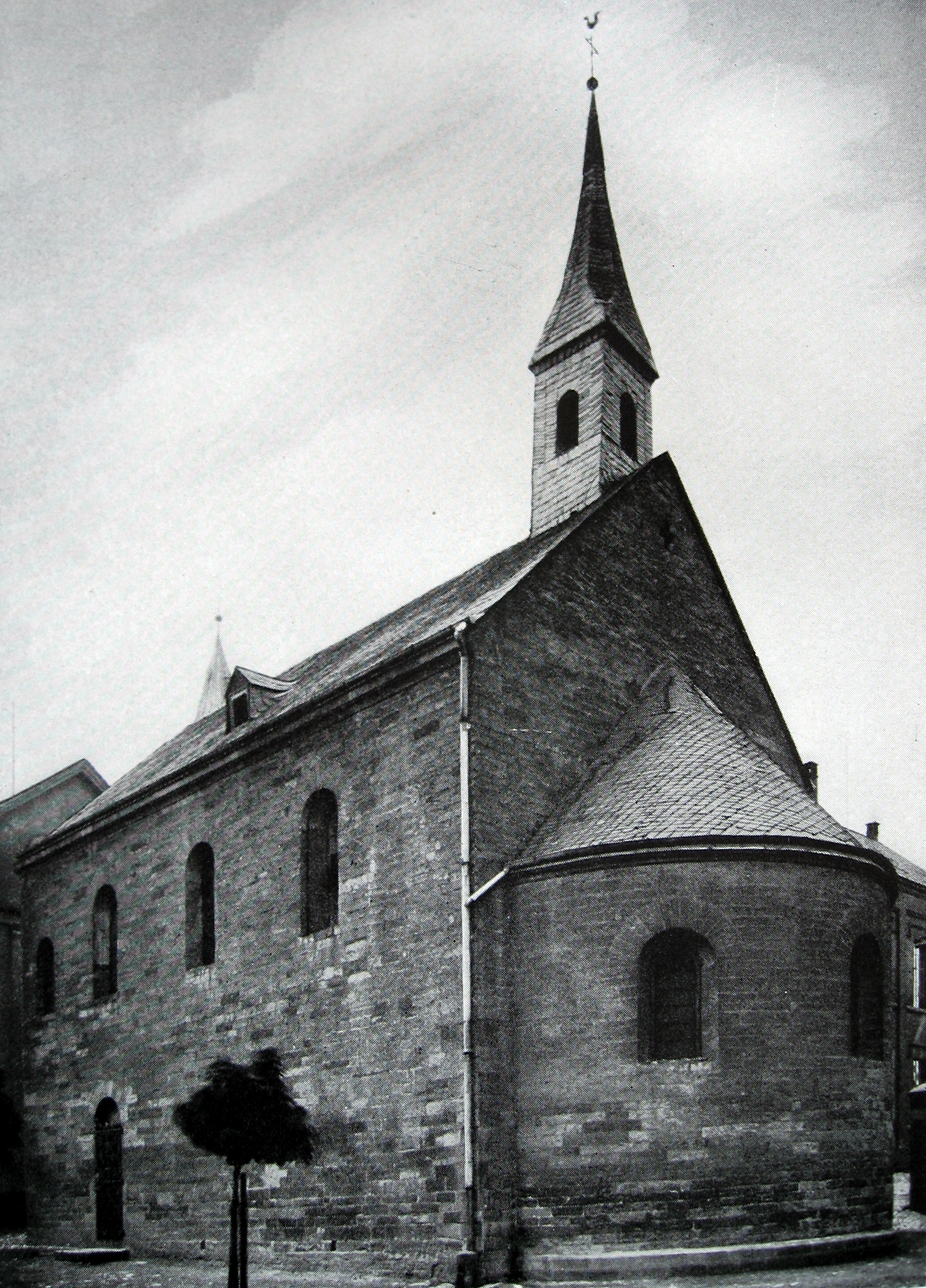
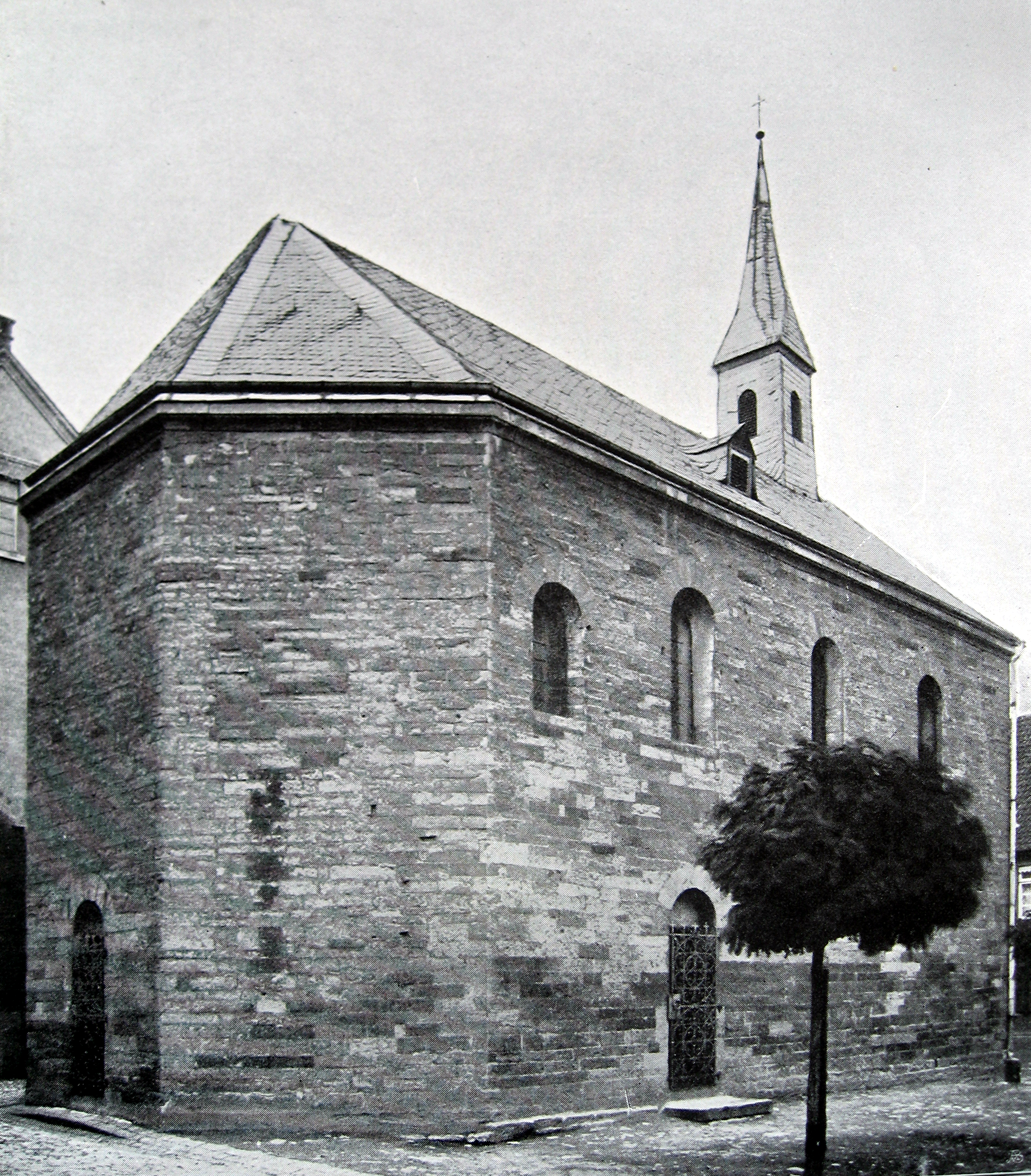
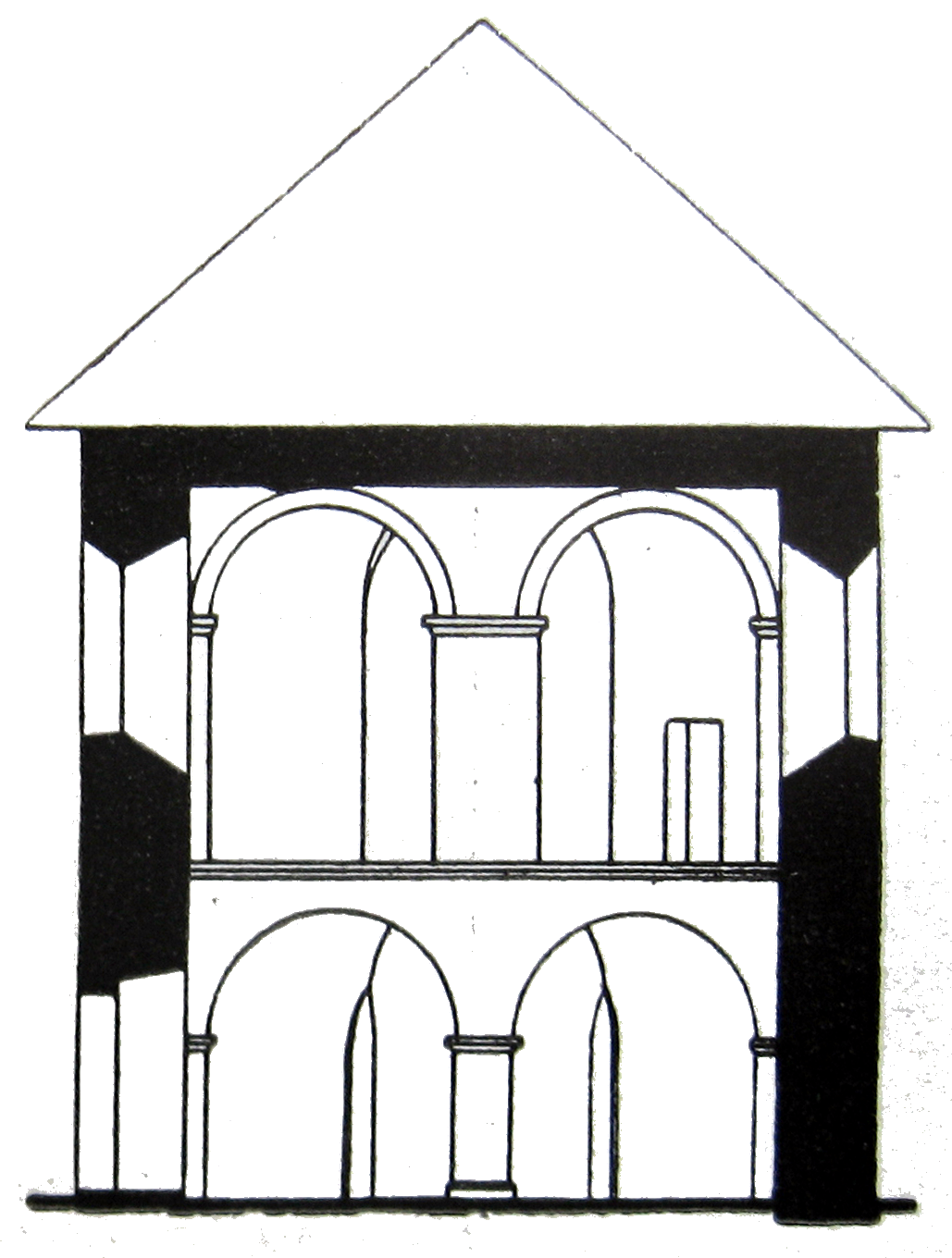
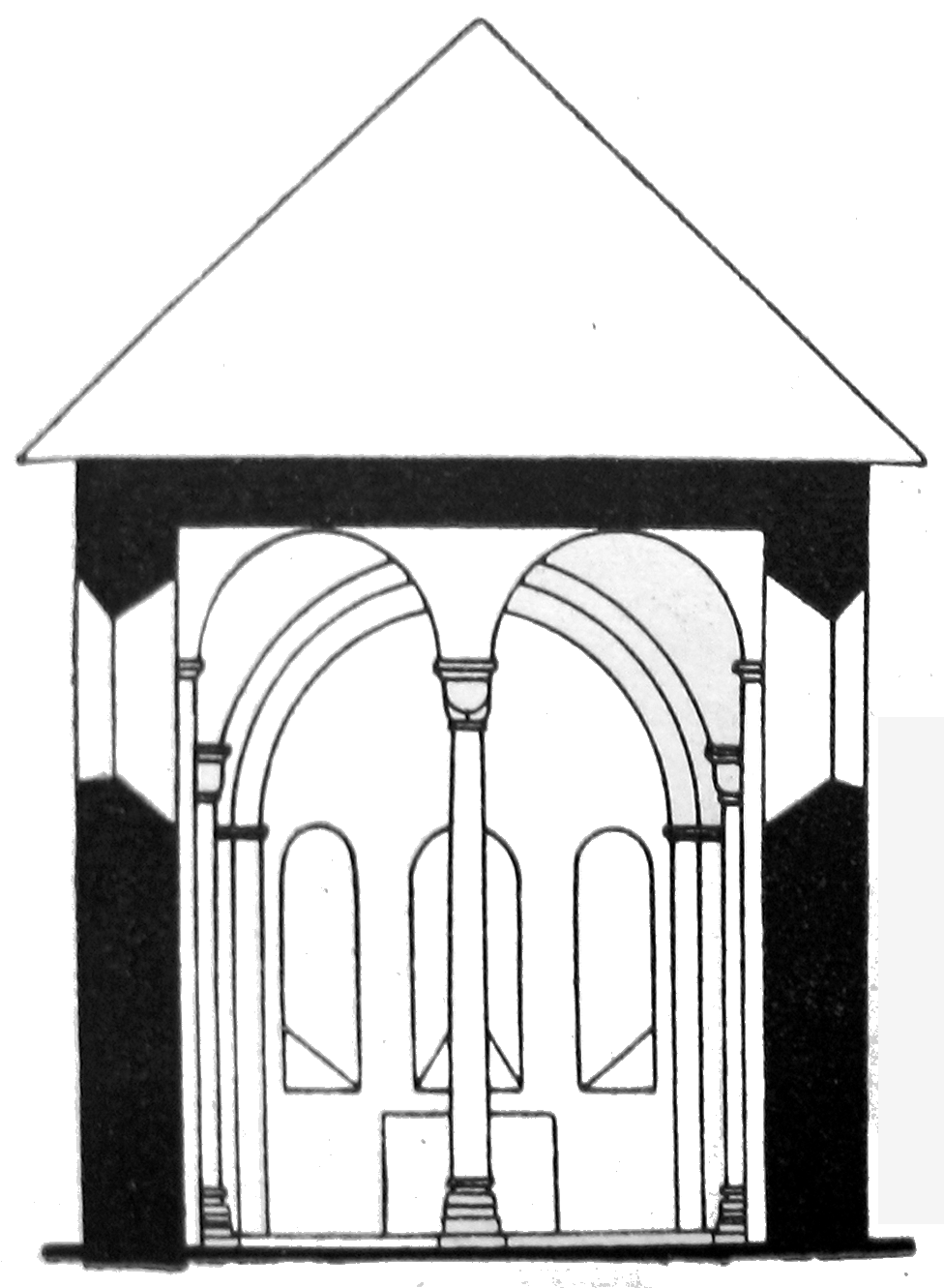